# 決戦II
『決戦II』（けっせんツー）は、2001年3月29日にコーエー（現・コーエーテクモゲームス）から発売されたPlayStation 2用シミュレーションゲーム。「決戦シリーズ」の第2作。舞台は『三国志』の世界、主人公の劉備・曹操やその周りの家臣たちを操作し、ストーリーを進めていくゲームである。市川染五郎や中山エミリなどが声優及びキャラクターデザインモデルとして登場する。

## 概要
主人公である劉備・曹操やその配下を使い、様々な敵と戦いながらストーリーを進めていくことが目的。最初は初級モードの劉備編しかプレイできず、劉備編をクリア後に曹操編をプレイする事ができるようになる。
ストーリーは章ごとに分かれており、1つの章は「評定で自軍を強化⇒軍議を作戦を決める⇒戦闘」という流れで構成されている。評定と軍議は基本的に3択式で、どの家臣の提案を聞くか選ぶというもの。
史実や三国志からの設定大幅改変や妖術の存在など、ゲーム全体の雰囲気はシリーズの他作品に比べフィクション・ファンタジー色が濃い。

## ストーリー
時代設定は漢帝国末期。天変地異が多発し、各地で叛乱が勃発。400年の繁栄を誇った漢帝国の威光は地に墜ちていた。そんな中、一地方の領主劉備は、恋人の貂蝉を曹操の手から取り戻すべく立ち上がった。劉備と曹操、２人の英雄の運命、そして彼らをとりまく女性たちの思いの行方は？

## 登場キャラ

### 劉備軍
- 劉備：古谷徹
漢皇帝の血を引く、徐州の心優しい領主にして劉備軍リーダー。野心がなく争いを好まない平和主義者[2]。愛する者と安らかに暮らせれば十分と考えている。しかし、曹操にさらわれた最愛の恋人・貂蝉を救うため、強大な力を持つ曹操軍との戦いに挑む。実は曹操とは兄弟の関係。
- 関羽：堀秀行
名馬・赤兎馬を駆り、青竜偃月刀をふるう知勇兼備の名将。義にあつく情にもろい。張飛と共に山賊に身をやつしていたが、劉備と知り合い義兄弟になる。劉備の人柄に心服している。曹操軍の張遼とは女を取り合って決闘した仲。美三娘に片思いをしている。
- 関平：阪口大助
関羽が見込んで養子にした若き将。関羽を「親父」と呼んで慕っている。
- 張飛：玄田哲章
蛇矛をふるって戦場を暴れまわる勇猛果敢な豪傑。関羽と共に元は山賊だったが、劉備と義兄弟となる。武勇は天下一だが、性格はおっちょこちょいで、たまにその性格があだとなり、劉備軍を危機に陥れることも。美美、理理、瑠瑠という3人の娘をもつ。無類の酒好き。
- 美美・理理・瑠瑠：前田愛
張飛の娘たち。忍者的な活動で劉備軍を支える。長女・美美はしっかり者。次女・理理は個性的。三女・瑠瑠はちょっぴり我儘。ゲーム開始早々、劉備と貂蝉をかばって美美は曹操軍の凶刃にたおれ、その死は張飛親子に深い悲しみを背負わすことに。それがきっかけとなり張飛親子は度々とんでもない行動に出て、劉備軍を危機に陥れる。
- 美三娘：小山茉美
劉備・関羽・張飛とは古馴染みで、弓馬に長けた女傑。貂蝉を思い暴走しがちな劉備を姉貴分として支える。向こう見ずな面もある。動くたびに胸が揺れる巨乳キャラ。
- 趙雲：草尾毅
正義感溢れる知勇兼備の将。漢帝国の親衛隊長を務めていたが、漢の実権を握った曹操に、その職を追われてしまう。漢帝国復興のため漢皇帝の血を引く劉備に協力するが、劉備が漢帝国復興に全く興味がなく、ただ貂蝉のために戦っているのを知り、失望して劉備軍を抜けてしまう。しかし、民の劉備の求める声を聞き、再び劉備軍に戻ってくる。
- 孔明：市川染五郎
軍師不在を憂いた趙雲の提案により、劉備が三顧の礼をもって招いた軍師。天文・兵法に優れ、鬼神を驚かす妖術を使うと噂される。劉備軍に入った当初、ほかの将からの信頼を得るために単騎で曹操軍に飛び込み、曹操の兜を打ち落としそれを持って帰って来るなど、大胆なところもある。度々、ヒミコと妖術合戦を繰り広げる。
- 鳳統：古川登志夫
孔明の義兄弟で、孔明に招かれて劉備軍に入る。その妖力は孔明に匹敵する。いつも笑顔をたやさない、なんとも読めない軍師。
- 黄月英：野田順子
孔明の妻で、稀代の発明家。奇妙な新兵器を開発し劉備軍を支える。しかし、容姿・性格はかなり変わっており、マッドサイエンティスト風。この夫婦が普段どんな会話をしているのか、謎である。
- 魏延：服巻浩司
分岐ルートで樊城の戦いを選択した時のみ劉備軍に加わる、血気盛んな暴走青年。
- 馬超：置鮎龍太郎
武芸に優れた西涼騎馬軍団の主。西涼太守の長男だったが、一族を曹操に殺されて以来、奉徳・馬岱らを率い、曹操への復讐の機をうかがっている。何故か部下共々、馬に跨がず上に立って出陣する、という卓越した騎馬術が自慢。
- 馬岱：菅沼久義
涼州の戦い終了後劉備軍に加わる、馬超の舎弟。猛進しがちな兄貴分の馬超を支える。
- 黄忠：川津泰彦
いつも元気な老将軍。弓の名手。とても血気盛んで、戦場で度々、先陣を切りたがる。
- 法正：置鮎龍太郎
元劉璋軍の軍師。劉璋が自害する際、「真の英傑である劉備を補佐し、益州を安らかにせよ」との遺言を託され、劉備軍に加わる。
- 厳顔：掛川裕彦
分岐ルートで陳倉攻略戦を選択し、趙雲の提案を実行すると劉備軍に加わる、元劉璋軍の将。劉備軍唯一の狙撃主。
- 呉偉：塩川亮介
元劉璋軍の将。
- 馬謖：渡辺武彦
孔明の推挙で劉備軍に加わる。劉備軍最弱の軍師。
- 姜維：岩崎陽子
民衆の心をつかんだ天水の美少年。義勇軍を率いて劉備軍に加わり、孔明の弟子となる。とあるステージで選んだ作戦によって、趙雲のモノマネをする姿が見られる。
- 周倉：吉水孝宏
関羽にあこがれる一本気な将。
- 徐庶：服巻浩司
魏興電撃戦の攻略で、鳳統の提案を実行すると戦闘中に劉備軍に寝返る、孔明・鳳統と義兄弟。
- 蔡瑁：田中一成
赤壁大戦の攻略で、孔明の案を実行すると曹操軍に加わる。元劉表軍の将。水上戦に強い。

### 曹操軍
- 曹操：井上真樹夫/野田順子(少年時代)
曹操軍の総帥で一世の英傑。漢帝国士官だったが乱世を憂い決起。知将・猛将を従え、天下平定に乗り出す。帝から託された秘密を知る貂蝉をさらい、劉備と対立する。義や情を好まず、己の力のみを信奉していたが、貂蝉と言葉を交わす内に段々とまわりの人々を信頼するようになる。
- 曹仁：島田敏
曹伯の長男で、夏侯淵の義兄弟。曹操も認める守備戦のエキスパートだが、柔軟さに欠ける。
- 曹洪：戸北宗寛
曹操軍唯一の狙撃主。曹一族のムードメーカー。
- 曹伯：矢田耕司
曹操の叔父。戦乱で散り散りになった曹家の復興のためとともに、曹操の後見役として勢力拡大に尽力する。実は曹操と劉備に関する、ある重大な事実を知っている。
- ヒミコ：佐伯日菜子
曹操に仕える少女妖術使い。天涯孤独だったところを曹操に拾われる。小さな身体に戦局を一変させるほどの力を秘めている。人の好き嫌いが激しく、キレたら手が付けられないが、純粋で真っ直ぐな心を持つ。曹操のことをとても想っているが、なかなか気づいてもらえない。
- 荀郁：島本須美
曹操軍の女軍師。作戦指導にあたり、曹操軍の勢力伸長に貢献する。正義感溢れる清潔な性格で、正統派の策を好む。曹操のことをとても慕っているが、己が女性であることを拒むかのように、全身を鎧に包んでいる。
- 夏侯淵：掛川裕彦
旗揚げ時から曹操を支えつづける猛将。張遼、義兄弟の曹仁とともに曹操軍の主力部隊を任されている。博望波の戦いののち、曹操を守るために自ら死地へ赴く。彼の最期の言葉は曹操の胸に深く響くものだった。
- 夏侯覇：吉水孝宏
夏侯淵の長男。夏侯淵の死後、後継者として曹操軍に合流。父に似て武芸に秀でている。戦いの際して熱くなりやすいが、尊敬する父を超えたいとの思い故。父の仇である張飛をつけ狙っている。
- 夏侯惇：山本圭一郎
冷徹なる隻眼の猛将。反乱鎮圧の任務を終えたのち、張興とともに曹操軍本体に合流する。
- 虎稚：野田順子
全身を鎧のように鍛えあげた女傑。寡黙だが曹操軍きっての猛将で、関羽・張飛とも対等に渡り合えるが、知恵に乏しい。なぜかヒミコに気に入られており、よく相談相手となっている。
- 于禁：阪口大助
名門の御曹司で数々国語を操るインテリ。曹操の男らしさに惹かれ、軍に身を投じた。逃げ足の速さを見込まれ特殊部隊を任されている。緊張感のただよう曹操軍の中でひとりコメディ路線を担当。オカマ。
- 東旋風：宇和川恵美
于禁配下の女戦士でおもに暗殺や偵察を携わる。108の暗殺拳を極めた格闘家。
- 西旋風：桑島法子
于禁配下の女戦士でおもに暗殺や偵察を携わる。西域出身で異国人の血が混じっているため金髪碧眼。さまざまな武器を巧みに操れる。
- 張遼：田中秀幸
曹操の信頼あつい勇将。北の反乱を収めたのち、曹操軍本体に合流する。各地を転戦し数々の戦功を立てる若き頃、関羽と親しかったが、女を取り合って決闘し勝利。その女を妻に迎える。
- 張興：草尾毅
鉄仮面を被った、謎に満ちた将。反乱鎮圧の任務を終えたのち、夏侯惇とともに曹操軍本体に合流する。
- 司馬偉：太田真一郎
諸国を放浪し、兵法・妖術の奥義を会得。堂々とした物言いを曹操に気に入られ、仕えることになる。奇矯な振る舞いを多い怪人物だが、実は己の力を戦乱鎮定に活かしたいと願う憂国の士である。
- 程育：島田敏
風説や罠の扱いに長けた根っからの策士。いつも挑発的な笑い方をする。
- 郭嘉：山本圭一郎
徐州の戦いの攻略で、荀彧の案を実行すると曹操軍に加わる。仕官先を探していたところ、曹操軍に招かれる。策略に長けた、自信溢れる軍師。
- 典韋：速水奨
仕官を願い出て曹操軍に加わる。天下無双の豪傑と自負しており、曹操を慕っている。
- 徐晃：徳山靖彦
博望波の戦いの攻略で、曹仁の提案を実行すると曹操軍に加わる。元漢帝国軍士官。兵の扱いに長けている。
- 登涯：渡辺武彦
西涼の戦い終了後、曹操軍に加わる西涼の若武者。文武に優れるが、古武士然としたガンコなところもある。
- 奉徳：江川央生
馬超の副官だったが、潼関の戦いで敗れて捕虜となり、曹操軍に降る。昔気質の男で関羽を仇敵としてつけ狙う。樊城の戦いで劉備の棺を準備し、曹操に意気込みを見せる。
- 李典：田中大文
- 楽進：北谷彰基
両名共に山賊退治に出向いていたが兵を失い、山賊に捕まるが自分たちだけ脱走し、曹操軍に帰還する。ヘタレキャラ扱い。
- 郭昭：北谷彰基
司馬偉に呼ばれ、天水の戦いで援軍として曹操軍本体に合流する。寡黙な根っからの武人。

### 孫権軍
- 孫権：森功至
江東の独立勢力・呉の総帥。曹操に匹敵する実力を持つ英傑。彼の魅力に惹かれ、呉には優秀な人材が集まっている。領土を守ることを第一と考えている[3]。
- 孫麗：野村恵里
孫権の妹。保守的な呉に飽き飽きしていて、外の世界に出て冒険したいと思っている。赤壁で出会った劉備に惹かれ、家出同然で呉を離れ、劉備軍に合流する。向こう気が強く、思い込んだら突き進むタイプ。騎馬隊を率いる。
- 周瑜：速水奨
呉の軍師。政治・軍事の両面に傑出した能力を持ち、孫権に的確な助言を与える。書画や音曲を愛する風流人で、出陣の際には笛を吹く。
- 太史慈：古川登志夫
孫権のボディーガード。
- 魯粛：田中秀幸
呉の陽気な穏健派の軍師。
- 陸遜：徳山靖彦
呉の若き軍師。周瑜の後継者となる逸材。
- 甘寧：大場真人
呉の猛将。趙雲に匹敵する武力を誇り、明るく気さくで親分肌。もとは長江の海賊で、孫権・周瑜の征伐を受けて降参した。以来、孫権に仕え、戦功を立てる。
- 呂蒙：田中一成
ニヒルな一匹狼の将。

### その他
- 貂蝉：中山エミリ
元漢帝国の女官で、劉備を深く愛する歌姫。聡明で慈悲深く、意志が強い。帝から託されたある秘密を知っていたがために、曹操にさらわれてしまう。囚われの身になっても決して屈しない彼女は、曹操に強い影響を与える。
- 劉璋：大場真人
益州の太守。剛胆で信義にあつい古強者。善政を行い、民に慕われている。曹伯を親交があり、その縁で曹操と同盟している。
- 張任：吉水孝宏
劉璋軍の将。思慮が浅く短気で、敵の策略に嵌められやすい。
- 蔡文姫：米本千珠
交易を生業とする辺境の民に女王と崇められる。幼き頃、異国の方士から妖術を授かった。その力は孔明・ヒミコに匹敵する。武芸にも長けている。
- 帝：菅沼久義
幼き皇帝。貂蝉にとある秘密を託す。
- 孟獲：宮川大助
益州南方の諸民族を従える王。妻の祝融の尻に敷かれている。関西弁で、美三娘の胸に見とれるスケベ。
- 祝融：宮川花子
孟獲の妻。関西弁。王である夫を助けるというよりも尻に敷いている。南征終了後、劉備に惚れ込み、夫を置いて劉備軍に入る。
- 兀突骨：田中大文
- 朶思大王：川津泰彦
- 木鹿大王：田中一成
孟獲に仕える南蛮の将達。

## ステージ

### 劉備編
| 章 | ステージ名   | 備考                         |
| -- | ------------ | ---------------------------- |
| 1  | 徐州の戦い   | 初級モードではチュートリアル |
| 2  | 汝南の戦い   |                              |
| 3  | 博望坡の戦い |                              |
| 4  | 長坂坡の戦い |                              |
| 5  | 赤壁大戦     |                              |
| 6  | 成都攻略戦   |                              |
| 7  | 定軍山の戦い |                              |
| 7  | 南征         |                              |
| 7  | 樊城の戦い   |                              |
| 8  | 天水の戦い   |                              |
| 9  | 涼州征伐     |                              |
| 9  | 陳倉攻防戦   |                              |
| 9  | 魏興電撃戦   |                              |
| 10 | 武昌の戦い   |                              |
| 11 | 蜀魏決戦     |                              |
| 12 | 遼東の戦い   | 中級モード以上で登場         |

### 曹操編
| 章 | ステージ名   | 備考             |
| -- | ------------ | ---------------- |
| 1  | 徐州の戦い   |                  |
| 2  | 汝南の戦い   |                  |
| 3  | 博望坡の戦い |                  |
| 4  | 長坂坡の戦い |                  |
| 5  | 赤壁大戦     |                  |
| 6  | 潼関の戦い   |                  |
| 7  | 定軍山の戦い |                  |
| 7  | 樊城の戦い   |                  |
| 7  | 涼州征伐     |                  |
| 8  | 天水の戦い   |                  |
| 9  | 成都攻略戦   |                  |
| 10 | 武昌の戦い   |                  |
| 11 | 蜀魏決戦     |                  |
| 12 | 長城の戦い   | 上級モードで登場 |

## ナレーション
- 鈴木瑞穂

## 音楽
本作の音楽は、小六禮次郎が作曲している。演奏はモスクワ・インターナショナル・シンフォニック・オーケストラ、指揮はコンスタンチン・D・クリメッツ。

### イメージソング
- 「蒼のつづき」
  - 発売 - 2001年4月4日
  - 歌 - 井手麻理子

## 公式サイト
- 決戦II